# 춤추는 대수사선 THE MOVIE 2
《춤추는 대수사선 THE MOVIE 2 레인보우 브릿지를 봉쇄하라!》(일본어: 踊る大捜査線 THE MOVIE 2 レインボーブリッジを封鎖せよ!)는 후지 TV에서 방영되었던 동명의 TV 드라마 극장판 두 번째 시리즈인 영화이다. 약칭 OD2. 국제 버전 BAYSIDE SHAKEDOWN2가 리믹스 제작되어 상영되기도 하였다.

## 개요
일본에서 흥행 수입은 173.5억엔으로 외화와 애니메이션을 제외한 2003년 방화 영화 흥행수입 1위를 기록했다. 2009년 현재 역대 일본내 영화 흥행 성적 6위를, 방화 영화 흥행 수입 순위에서 1위를 기록하고 있다.
극중 설정은 2003년 11월 22일부터 24일까지의 3일간이다.

## 선전 문구
- He’s back.（그가 돌아왔다）
- 현장에 정의를.(現場に正義を。) - 아오시마
- 관할에 사랑을.(所轄に愛を。) - 유키노・마시타
- 수사에 신념을.(捜査に信念を。) - 스미레・와쿠
- 접대에 모나카를.(接待にモナカを。) - 무로이・쓰리아미고즈

## 줄거리
부총감 유괴사건(THE MOVIE)으로부터 5년 후, 3일 연휴의 첫째 날. 완간서 관할 내에서 부녀자 폭행사건과 소매치기 사건이 발생한다. 또한 관내에서 회사 임원의 시체가 발견되고, 경시청 수사1과는 완간서 수사 본부를 설치한다. 본청 최초의 여성 관리관 오키타 히토미 경시정이 본부장으로, 무로이 신지가 지원을 하게 되었다. 동시에 경시청이 완간서 관내에 비밀리에 설치한 감시 카메라 시스템 "CARAS (Criminal Activity Recognition Advanced System)"의 수사가 시작되어 아오시마와 스미레가 그 임무를 맡게 되지만, 그 감시망을 비웃기라도 하듯이 제2의 살인 사건이 일어나는데….

#### 주요 수상 내역
- 2003년 키네마 준보 일본 영화 베스트 25위
  - 독자 선정 일본 영화 베스트 9위
- 2003년 마이니치 영화 콩쿨 일본 영화 팬 상
- 2003년 영화 예술 일본 영화 워스트 텐 9위

## 같이 보기
- 춤추는 대수사선
- 일본의 영화 흥행 기록